# مجلس الأدب البنغالي

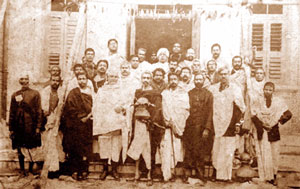
بانجيا ساهيتيا باريشاد، في 6 كانون الأول 1908

بانجيا ساهيتيا باريشات أو مجلس الأدب البنغالي هو مجتمع أدبي في مانيكتالا [الإنجليزية] في كلكاتا، في ولاية البنغال الغربية، في الهند. تأسس في عهد الحكم البريطاني، وهدفه هو تعزيز الأدب البنغالي، سواء من خلال ترجمة الأعمال من لغات أخرى إلى البنغالية أو تعزيز إنتاج الأدب البنغالي الأصلي.
تأسست المنظمة على يد ل. ليوتارد وكيشترابال تشاكرابورتي في عام 1893. ثم عُرفت باسم أكاديمية البنغال للأدب. في 29 نيسان 1894، تم تغيير اسم الجمعية نفسها إلى بانجيا ساهيتيا باريشات. شهد عام 1894 أول الضباط، مع روميش تشوندر دوت كأول رئيس ورابندراناث طاغور ونابينشاندرا سين [الإنجليزية] كنائبين للرئيس.

## طالع أيضًا
- مجلس الأدب المانيبوري